# Parastasia aberrans
Parastasia aberrans är en skalbaggsart som beskrevs av Kuijten 1992. Parastasia aberrans ingår i släktet Parastasia och familjen Rutelidae. Inga underarter finns listade i Catalogue of Life.